# 茨城県立磯原郷英高等学校
茨城県立磯原郷英高等学校（いばらきけんりつ いそはらきょうえいこうとうがっこう）は、茨城県北茨城市磯原町磯原にある県立高等学校。北茨城市内唯一の高等学校である。

## 設置学科
- 単位制
  - 普通科

## 沿革
- 2008年（平成20年）4月 - 茨城県立磯原高等学校と茨城県立北茨城高等学校が合併して開校。